# Catharina van Hemessen
Catharina van Hemessen (Antwerpen, oko 1528. – oko 1587.) bila je flamanska slikarica.

## Životopis
Catharina van Hemessen stekla je umjetničko obrazovanje od svog oca, Jana Sandersa van Hemessena, koji je bio slikar unutar umjetničke škole romanizma. Najviše je slikala portrete, a svoje radove redovito potpisivala.
Njezin suprug Christian de Morien bio je zaposlen kod Marije Habsburške. Kad se kraljica 1556. preselila u Španjolsku, par je otišao tamo s njom. Oni su joj se jako svidjeli, pa im je, kad je Maria umrla dvije godine kasnije, ostavila izdašnu mirovinu.
Njezina najpoznatija slika nastala je kada je imala 20 godina, a prikazuje je kako radi pored štafelaja.